# Scarface (рэпер)
Брэд Терренс Джордан (англ. Brad Terrence Jordan; род. 9 ноября 1970, Хьюстон, Техас, США, более известный под псевдонимом Scarface) — американский рэпер и музыкальный продюсер. Наиболее известен как участник хип-хоп группы «Geto Boys». В 2012 году The Source поставил его на 16 место в своем списке 50 лучших авторов текстов всех времен, а About.com поставил его на 6 место в своем списке 50 лучших MC своего времени (1987—2007).

## Ранняя жизнь
Родился и вырос в Хьюстоне, штат Техас, где посещал среднюю школу Woodson. Он бросил среднюю школу и работал торговцем наркотиками. В подростковом возрасте он пытался покончить жизнь самоубийством, а затем провёл некоторое время в психбольнице. Воспитывался как христианин, а в 2006 году принял ислам.

## Карьера
Свою музыкальную карьеру он начал в группе «Geto Boys». С выпуском альбома «We Can’t Be Stopped» группа смогла стать платиновой, даже несмотря на то, что их жесткие тексты не пускали на радио и MTV. В 1991 году Scarface выпустил свой первый сольный альбом Mr. Scarface Is Back. Альбом получил золотой сертификат, принесший Scarface много новых поклонников.
Рэпер покинул Geto Boys и выпустил серию сольных альбомов, некоторые из которых стали платиновыми и золотыми. В 2000 году он получил награду The Source за лучший текст песни за свой альбом «The Last of a Dying Breed». Его умение также было признано лейблом Def Jam Recordings, создавшим новую рэп-компанию на юге, Def Jam South, и доверившему Scarface управлять ею.
Сотрудничал с такими исполнителями как Gang Starr , Raekwon , Too Short, Dr. Dre, Nas, 2Pac, Ice Cube, Jay-Z, Jadakiss, Фейт Эванс, Beanie Sigel, Bun B, Young Jeezy, Master P, G-Unit и Chamillionaire.

## Дискография
Студийные альбомы
- Mr. Scarface Is Back (1991)
- The World Is Yours (1993)
- The Diary (1994)
- The Untouchable (1997)
- My Homies (1998)
- The Last of a Dying Breed (2000)
- The Fix (2002)
- My Homies Part 2 (2006)
- Made (2007)
- Emeritus (2008)
- Deeply Rooted (2015)

Совместные альбомы
- The Other Side of the Law (с Facemob) (1996)
- One Hunid (с The Product) (2006)